# North Schell Peak
North Schell Peak je nejvyšší hora pohoří Schell Creek Range a jedna z nejvyšších hor ve státě Nevada.
Nachází se na východě Nevady, v kraji White Pine County, nedaleko hranice s Utahem.
Oblast je součástí Velké pánve. North Schell Peak leží v národním lese Humboldt-Toiyabe National Forest, 16 kilometrů východně od silnice U.S. Route 93.